# Tholen (Stadt)
Tholen ist eine Stadt in der gleichnamigen Gemeinde Tholen der niederländischen Provinz Zeeland. Sie liegt an der Westseite des Schelde-Rhein-Kanals, der Grenze zur Provinz Nordbrabant und war bis 1971 eine selbständige Gemeinde. Am 1. Januar 2024 zählte sie 8420 Einwohner.

## Bilder

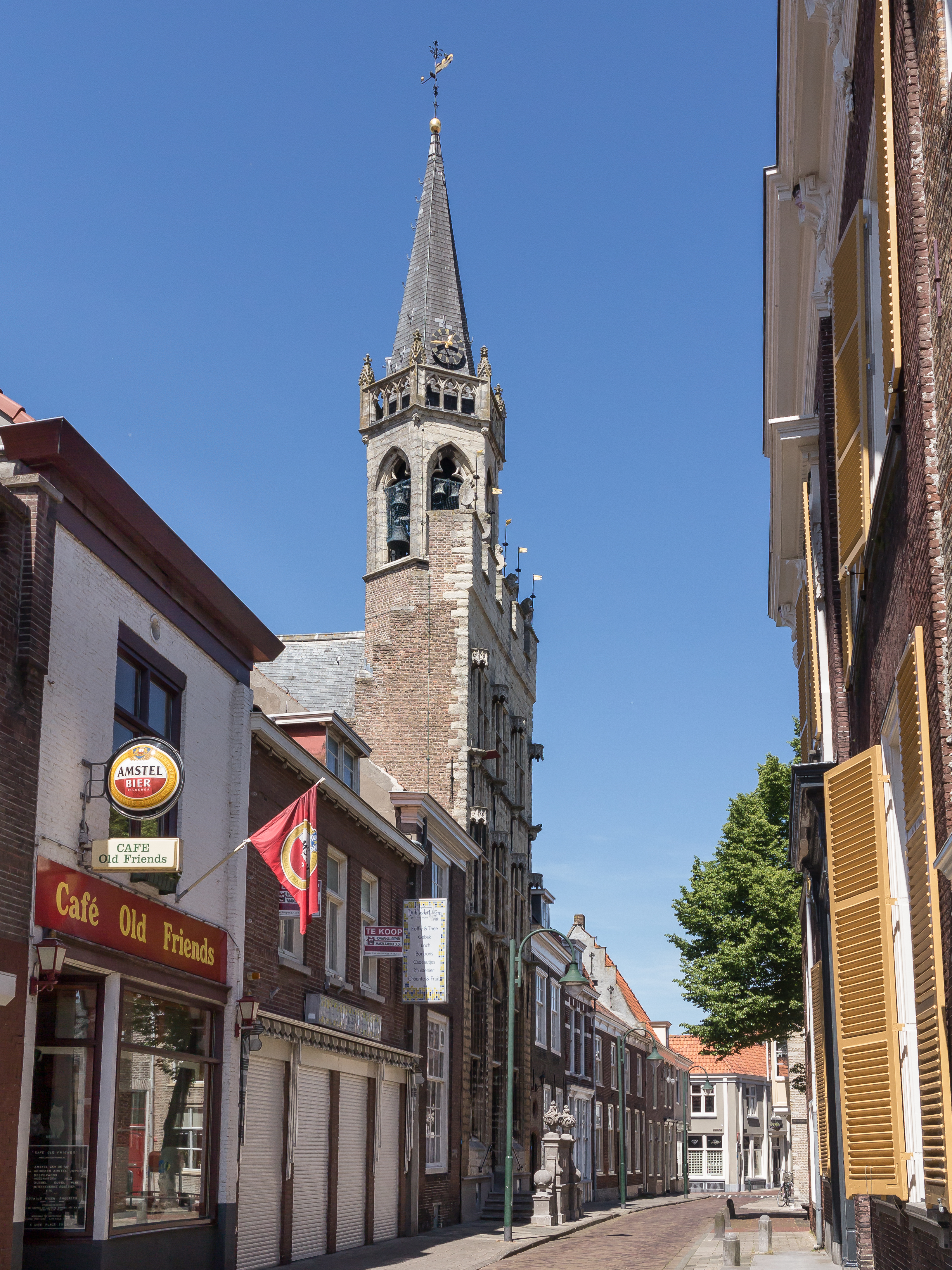
Das frühere Rathaus in der Straße
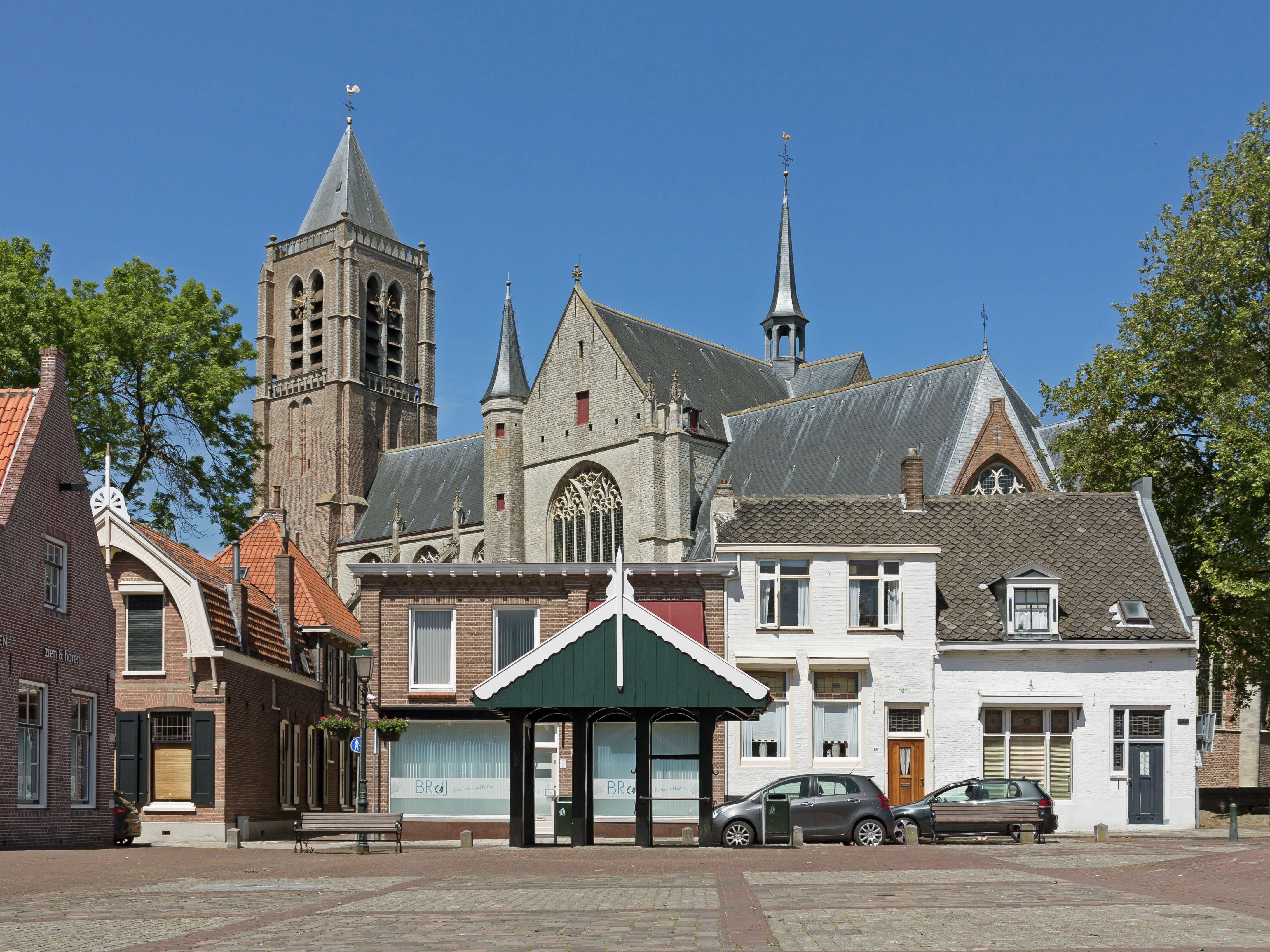
Kirche: de Grote of Onze Lieve Vrouwekerk
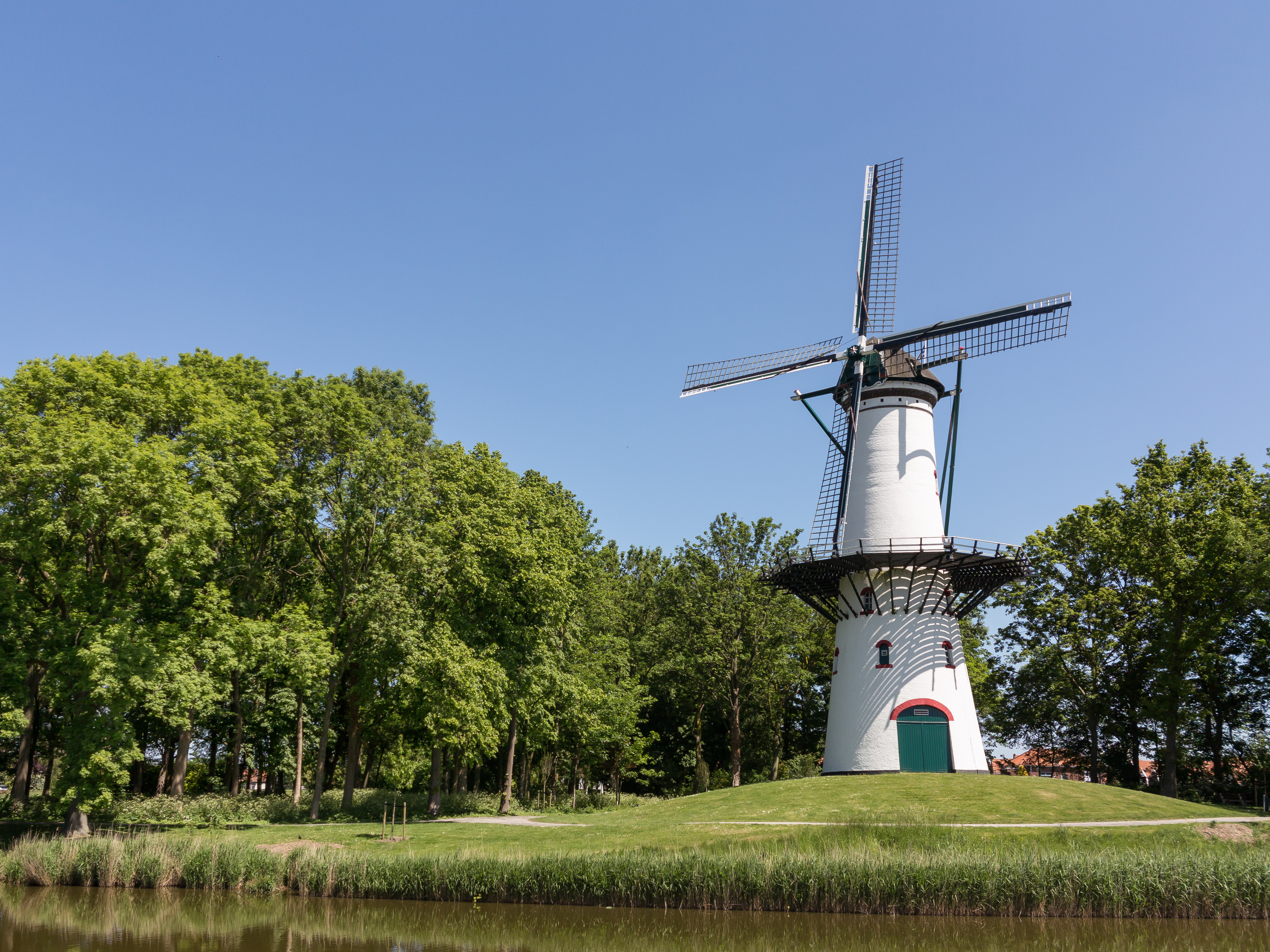
Mühle: molen de Hoop
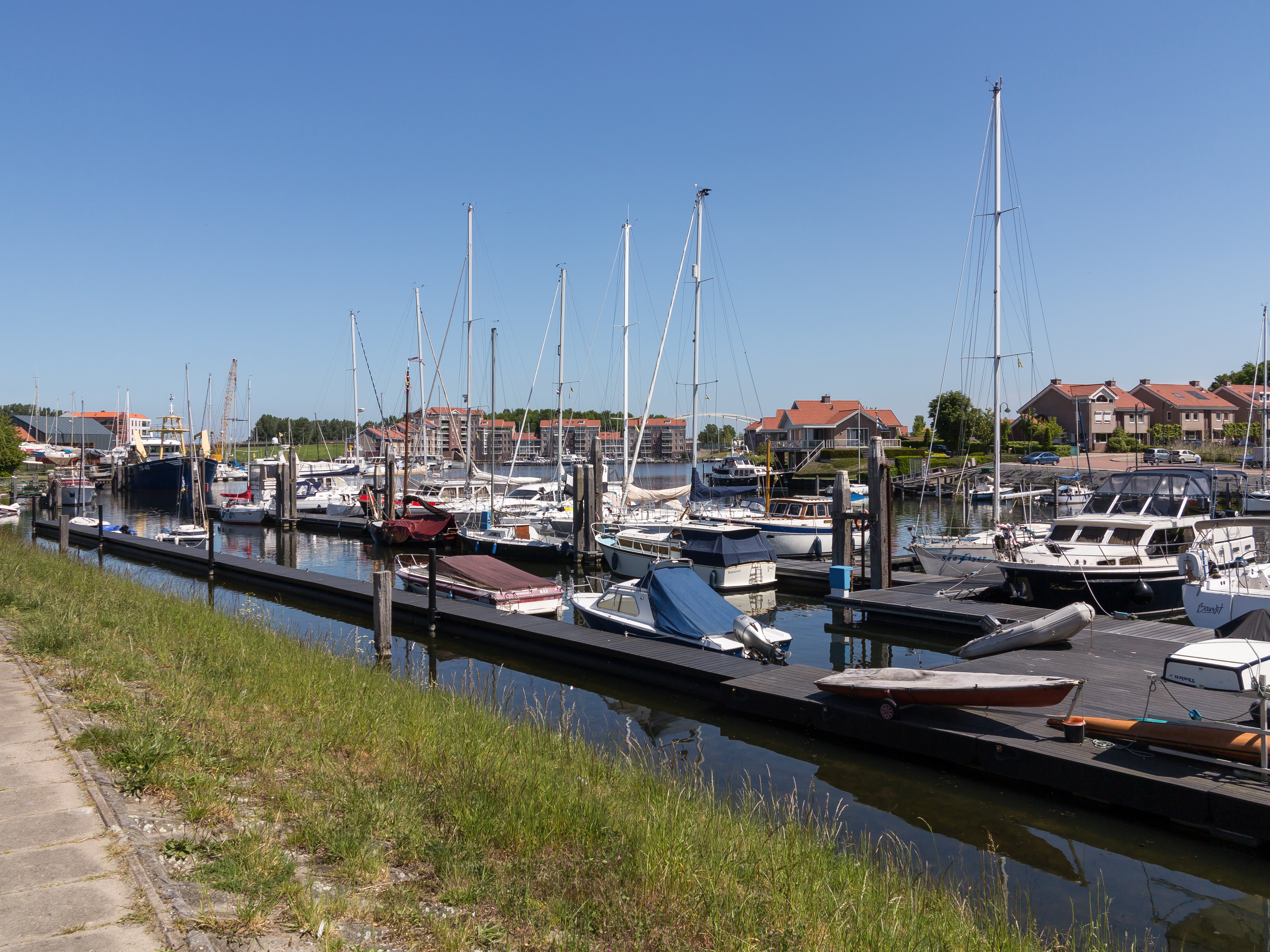
Jachthafen Tholen

## Geschichte
Der Ort wurde im 13. Jahrhundert als Zollstelle an der Eendracht gegründet und bekam im Jahr 1366 Stadtrechte.
Im Jahr 1928 wurde die Fähre zwischen Nordbrabant und der Stadt durch eine Brücke ersetzt.

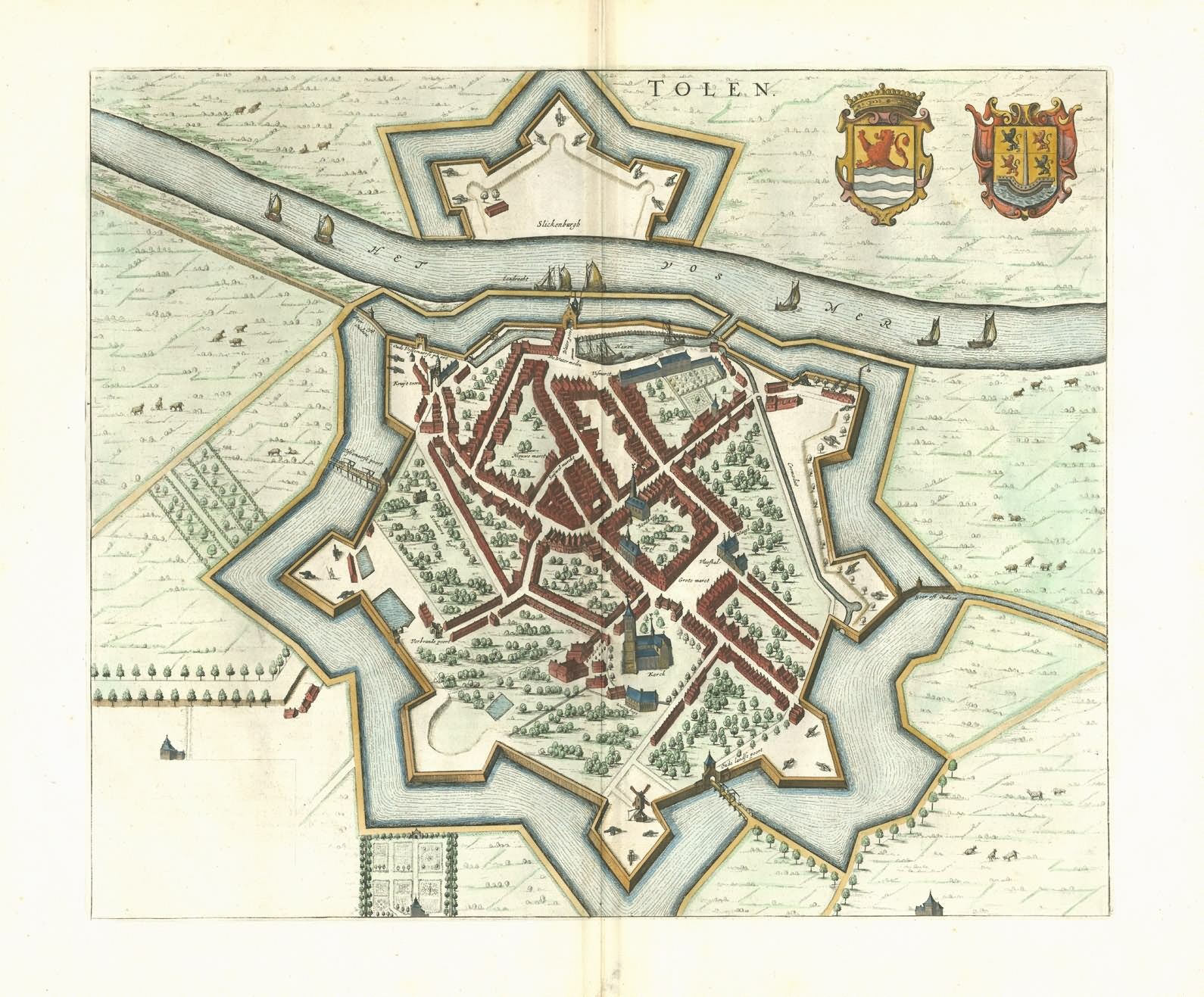
Die Festungsstadt Tholen 1649

## Sehenswürdigkeiten
- Spätgotische Gasthuiskapel Sint Laurens